# Androrangovola
Androrangovola – miasto i gmina na Madagaskarze. Należy do dystryktu Nosy Varika, który jest częścią regionu Vatovavy-Fitovinany. W spisie ludności z 2001 roku, ludność gminy oszacowano na 16 tys. 
W mieście dostępna jest szkoła podstawowa. Około 99% mieszkańców gminy to rolnicy. Najważniejszymi uprawami są kawa, pieprz i ryż. Usługi zapewniają zatrudnienie dla 1% populacji gminy. 